# Эрбевиллер-сюр-Амезюль
Эрбевилле́р-сюр-Амезю́ль (фр. Erbéviller-sur-Amezule) — коммуна во французском департаменте Мёрт и Мозель, региона Лотарингия. Относится к  кантону Томблен.

## География
Эрбевиллер-сюр-Амезюль расположен в 16 км к востоку от Нанси. Соседние коммуны: Мазерюль на севере, Сорневиль на северо-востоке, Ремеревиль на юге, Шампену на северо-западе.

## Демография
Население коммуны на 2010 год составляло 89 человек.
| 1962 | 1968 | 1975 | 1982 | 1990 | 1999 | 2010 |
| ---- | ---- | ---- | ---- | ---- | ---- | ---- |
| 55   | 39   | 42   | 57   | 67   | 56   | 89   |